# Dendrobium dalleizettii
Dendrobium dalleizettii är en orkidéart som beskrevs av François Gagnepain. Dendrobium dalleizettii ingår i släktet Dendrobium, och familjen orkidéer. Inga underarter finns listade i Catalogue of Life.